# Lily Sullos
Lenke Süllős, más conocida como Lily Sullos o Lily Süllős (Budapest, 27 de septiembre de 1928 - La Lucila, 15 de septiembre de 2013) fue una astróloga argentina nacida en Hungría. Durante las dos últimas décadas del siglo XX tuvo frecuentes apariciones en televisión.
Murió en su casa, en el norte del Gran Buenos Aires, por medio de un pacto suicida ejecutado por su hermano.

## Biografía
Lily Sullos emigró con su familia desde Hungría a Alemania en 1944, cuando tenía 15 años; allí concluyó sus estudios secundarios y comenzó a cursar la carrera de medicina, que no pudo terminar debido a sus problemas económicos. Años más tarde, en Buenos Aires, afirmó que se había recibido de médica en Alemania, pero que nunca había ejercido la profesión.
En 1948, Sullos llegó a Argentina con su hermano Lajos, o Ludwig, y ambos se radicaron en Buenos Aires, donde Lily trabajó como fotógrafa de fiestas y cumpleaños. 
A finales de la década de 1960 empezó a publicar como astróloga en la revista Vosotras (de Editorial Korn). En esa época afirmaba que había estudiado en una «Asociación Mundial de Investigaciones Astrológicas» (un club de astrología con única sede en Buenos Aires), entidad que decía ser dependiente de una inexistente «Facultad de Astrología de Londres».
A partir de la década de 1970 empezó a trabajar para las revistas Mía y Semanario (de Editorial Perfil), donde se desempeñó hasta su fallecimiento.
En 1984 comenzó a aparecer por televisión en el noticiero Realidad ’84, dirigido por el periodista Ramón Andino, en el Canal 13 (de Buenos Aires). A fines de los años 1990, sus últimas apariciones en sus segmentos astrológicos estuvieron ligados al noticiero Azul Noticias, en el canal Azul Televisión.

## Obras
Entre sus obras se destacan:
Libro astrológico del amor (1977),
Astrología y salud (1986),
La reencarnación, una ley de la naturaleza (1997) y
La aventura de los lagarto-gatos.

## Fallecimiento
El 15 de septiembre de 2013 fue hallada muerta junto con su hermano Luis Süllös (Lajos Süllős, nacido el 16 de agosto de 1938) en su casa ubicada en La Lucila, partido de Vicente López. Dadas las condiciones en que fueron encontrados los cadáveres, las pericias arrojaron a la brevedad que se había tratado de un «pacto suicida».
Pero la autopsia informó que unos días antes de su muerte Süllös sufrió un accidente cerebrovascular y perdió el habla. Había acordado con su hermano que si algo le pasaba que la dejara incapacitada, la matase para ahorrar su sufrimiento. Una carta de despedida de Luis dirigida a su compatriota y artista plástica Anikó Szabó lo confirma:

Anikó: Me parece que Lenke tuvo un derrame cerebral serio. Se cayó en la bañera y ya no pudo pararse ni hablar. Eso pasó alrededor de las 23.30. Ahora estoy esperando que vuelva en sí. En caso contrario voy a cumplir con su deseo, que no sufra con un cerebro maltrecho, paralítica y con dolores, impotente. La solución es rápida y ruidosa. Llamé al médico; la sacaron de la bañera y la pusieron en la cama; dijo que había que llevarla a un geriátrico, adonde mantienen con vida y torturan. Son pasadas las 9 de la mañana. La presión es normal, el pulso también, pero no puede caminar, no puede hablar, no puede ir al baño, no puede beber ni comer. Nos despedimos. Les deseamos mucha suerte; Luis.

El caso quedó caratulado como “homicidio seguido de suicidio". Süllös tenía 84 años y su hermano tenía 74 años. Ambos descansan juntos en el cementerio de Olivos.

## Posible homenaje póstumo
El 11 de marzo del 2025, el escritor e historiador, Antonio Cappellano, presentó un proyecto en el Concejo Deliberante de Vicente López, solicitando la declaración de ciudadana ilustre post mortem, para la astróloga Lily Sullos.